# KYL21
DIGNO S KYL21（ディグノ エス ケーワイエル ニイチ）は、京セラによって日本国内向けに開発された、auブランドを展開するKDDIおよび沖縄セルラー電話のCDMA 1X WIN、および第3.9世代移動通信システム（au 4G LTE）対応スマートフォンである。

## 概要
DIGNO ISW11K（KYI11）の後継機種で、au 4G LTEに対応したモデルである。2012年夏モデルのURBANO PROGRESSO（KYY04）、および簡単ケータイ K012（KY012・フィーチャーフォン）同様、スマートソニックレシーバーが搭載されており、電話機としての利便性も向上させている。
また、本機の最大の特徴として既存のauスマートフォンとしては最大容量を有する2,520mAhのバッテリーが採用されている。そのため、連続通話時間は約1,110分、連続待受時間は3G時約720時間、LTE時約580時間と、既存のau音声端末中、2012年10月時点で歴代最長の数値を達成している。
同梱品の卓上ホルダを利用すれば、30分でフル充電の約50％まで、1時間で約80％まで高速に充電する事ができる。
このほかにも、同社製のスマートフォンとしては初めてNFCに対応しており、更に独自機能として「すぐ文字」のほかにユーザーが自ら喋る事でメールやメモなどをWeb検索画面で日本語を音声認識で入力する事ができる「すぐごえ」機能を新たに搭載している。
DIGNOシリーズではそれまで搭載されていなかったイヤホンジャックが今機種で採用された。

## 沿革
- 2012年（平成24年）10月1日 - 連邦通信委員会（FCC）を通過[3]。
- 2012年10月17日 - KDDI、および京セラより公式発表。当初の発売予定日は11月2日。
- 2012年11月1日 - 部品の破損している製品があったとされ、11月2日の発売予定を延期[4]。
- 2012年11月9日 - 関東・関西・沖縄地区にて先行発売。
- 2012年11月16日 - 上記以外の残りの地区にて発売。
- 2012年11月20日 - 最初のケータイアップデートを実施。

## プリインストールアプリケーション
- Skype
- Friends Note
- Foursquare
- きせかえtouch
- au Smart Sports Run&Walk
- au Smart Sports Karada Manager
- au Smart Sports Fitness
- au one GREE
- au one Brand Garden
- au one ショッピングモール
- au one モバオク
- au one ナビウォーク
- au one 助手席ナビ
- au one ニュースEX
- じぶん銀行
- Twitter for Android
- すぐ文字
- すぐこえ
- うたパス
- ビデオパス

など

## その他機能
※PC向けWebブラウザが標準装備されている。携帯向けサイト(EZWeb)は他のスマートフォンやPCと同じく閲覧不可。
| 主な機能・対応サービス                                                  | 主な機能・対応サービス                           | 主な機能・対応サービス              | 主な機能・対応サービス        |
| ----------------------------------------------------------------------- | ------------------------------------------------ | ----------------------------------- | ----------------------------- |
| auウィジェット Webブラウザ                                              | LISMO! for Android メディアプレイヤー LISMO WAVE | おサイフケータイ NFC                | ワンセグ DLNA/DTCP-IP         |
| au one メール PCメール Gmail EZwebメール                                | デコレーションメール デコレーションアニメ        | Skype au                            | PCドキュメント                |
| au Smart Sports Run & Walk Karada Manager ゴルフ(web版) Fitness、歩数計 | GPS 方位計                                       | au oneナビウォーク au one助手席ナビ | au one ニュースEX au one GREE |
| じぶん銀行                                                              | 緊急速報メール                                   | Bluetooth                           | 無線LAN機能 (Wi-Fi)           |
| 赤外線通信 (IrDA)                                                       | WIN HIGH SPEED au 4G LTE                         | グローバルパスポート                | auフェムトセル                |
| microSD microSDHC microSDXC                                             | モーションセンサー(6軸)                          | 防水 防塵                           | 簡易留守録 着信拒否設定       |

- 安心セキュリティパックはフル対応

## ケータイアップデート
2012年11月20日のケータイアップデート
- 省電力モードを解除すると再起動する場合がある不具合を修正する。

2013年4月10日のケータイアップデート
- 起動画面で再起動を繰り返す場合がある不具合を修正する。